# Focus (Album)
Focus ist ein Jazz-Album von Stan Getz und einem Streicherensemble unter der Leitung von Hershy Kay, mit Arrangements und Kompositionen von Eddie Sauter, aufgenommen am 14. und 28. Juli und im September 1961 und veröffentlicht auf Verve Records.

## Das Album
Die Verehrung des Saxophonisten Stan Getz für die Musik des Komponisten und Arrangeurs Eddie Sauter geht bis in die 1940er Jahre zurück; bereits 1945 spielte der junge Getz Sauter-Titel wie Clarinet a la King, Superman und Moonlight on the Ganges, die dieser für die Benny-Goodman-Band geschrieben hatte. 1955 arbeitete Getz kurz im Rahmen eines Konzertgigs mit dem Sauter-Finegan Orchestra zusammen; bei einer Probe hatte er Sauter-Arrangements gespielt und war begeistert von dessen Musik. Ende der 1950er Jahre ging Stan Getz dann nach Kopenhagen, Sauter arbeitete in Baden-Baden mit dem Südwestfunk-Orchester.
Nach der Rückkehr der beiden in die Vereinigten Staaten beauftragte Getz Eddie Sauter als Arrangeur und Komponisten; er solle ein größeres Werk für ihn schreiben. Für das Orchesterwerk Focus wurde Getz als einziger Solist mit einem concerto-grosso-Rahmen umgeben, aber letztlich mit einigen unüblichen Unterschieden: Die Partituren des Solisten Getz waren nicht vollständig ausgeschrieben, während lediglich die untermalenden Streicher-Arrangements als vollständige Kompositionen von Sauter geschaffen worden waren. Sauters Konzeption ging von der subtilen rhythmischen Struktur eines klassischen Streichquartetts aus statt von der konventionellen Basis einer swingenden Jazz-Rhythmusgruppe, versuchte aber stark, sich von den „sirupartigen“ Streicher-Arrangements des damals üblichen Easy Listening abzugrenzen.

„Ich hasste die Idee der flachen Hintergrundmusik, die in sich keine Bedeutung hatte. Ich wusste genau, dass ich es so nicht machen wollte… Ich wollte, dass diese Musik Seele hatte; sie sollte ein Element von Wahrhaftigkeit in sich tragen, nicht einfach nur so ein Kunststück. Daher wollte ich Stücke schreiben, die eine Kontinuität von Idee und Form und damit eine thematische Stärke in sich trugen.“

Das Resultat dieser Konzeption hatte eine solche thematische Stärke, dass Stan Getz zuerst den Eindruck hatte, er würde da stilistisch nicht hineinpassen.

„Eddie fragte, ob ich vorbeikommen würde, nachdem er die ersten Entwürfe geschrieben hatte. Ich sah, was er niedergeschrieben hatte und konnte mir nichts darunter vorstellen, was er wollte. Sobald ich aber angefangen hatte zu spielen, wusste ich … in der schönen Partitur war etwas, was genau das Vehikel für das war, wonach ich suchte, neue Klänge, neue Freiheit und einfach geeignet, zu mir zu passen.“

Stan Getz selbst brachte zu den Aufnahmesessions zwei Jazzmusiker mit, den (relativ unbekannten) Bassisten John Neves und den Schlagzeuger Roy Haynes, der aber lediglich in dem Titel I’m Late, I’m Late zu hören ist. Die Leitung des Streicher-Ensembles mit insgesamt siebzehn Streichern, Harfe und Perkussion hatte der Cellist Hershy Kay, ein alter Freund von Sauter. Mit ihm hatte Kay zuvor die Musik von Richard Rodgers für die TV-Serie The Valiant Years orchestriert. Hershy Kay wählte als Kern des Ensembles das Beaux-Arts String Quartet aus, mit den Violinisten Gerald Tarack und Allan Martin, Jacob Glick (Viola) und Bruce Rogers (Cello). Diese hatten zuvor an einem Third-Stream-Projekt mit John Lewis, dem Modern Jazz Quartet, Jimmy Giuffre und Gunther Schuller mitgewirkt (Third Stream Music).
Letztendlich hing der Erfolg (oder das Scheitern) des Focus-Projekts von der Fähigkeit Stan Getz’ ab, sich in diese von Eddie Sauter geschaffene Formensprache hineinzufinden; dieser hatte ihm seine Kompositionen „auf den Leib geschrieben“, gleichzeitig ihm – innerhalb und außerhalb der Texturen – genug Raum für Improvisationen gelassen. Die meisten dieser Kompositionen hatten einen impressionistischen, skizzenhaften Charakter, gleichsam wie Bilder, Porträts von Landschaften; Getz’ Phrasen sollten dann diesen Bildern zu einer „präziseren Ausformulierung verhelfen“.
So hatte etwa Her den zärtlichen Charakter eines Porträts; es war die Hommage des Saxophonisten an seine Mutter, die während der Aufnahmesessions verstarb. I’m Late, I’m Late (beeinflusst von Lewis Carrolls White Rabbit) wiederum wurde aus zwei
alternate takes montiert, um einen langen Take zu erhalten. Der offene Charakter von Sauters Material gab Getz die Möglichkeit, trotz Wiederholung des Orchesterparts seine Antworten darauf zu variieren.
Die Eröffnung von I’m Late, I’m Late ist nahezu identisch mit dem Beginn von Béla Bartóks Musik für Saiteninstrumente, Schlagzeug und Celesta.
Das unruhige Night Rider eröffnet mit Getz’ gehetzten Rubato Klängen, die gegenläufig mit dem asymmetrischen Streicherarrangement verlaufen. Seine episodische Struktur nimmt schon die zweite Getz/Sauter-Zusammenarbeit vorweg, das im August 1965 entstandene Soundtrackalbum Mickey One zu dem gleichnamigen Film von Arthur Penn.
Ausschnitte der Aufnahmesession wurden in der Edie Adams Show beim Sender ABC am 26. September 1963 gezeigt. Die erste Live-Darbietung des Focus-Albums fand am 18. Oktober 1963 in der Hunter College Assembly Hall in New York statt; im ersten Teil des Konzerts spielte Stan Getz mit seinem Quartett, u. a. mit Jimmy Raney. Im zweiten Teil spielte das Streicherensemble unter der Leitung von Eddie Sauter.

## Titel
- Stan Getz – Focus (V 68412, Liner Notes von Dom Cerulli)

1. I’m Late, I’m Late – 8:08
2. Her – 6:11
3. Pan – 3:55
4. I Remember When – 5:01
5. Night Rider – 3:55
6. Once Upon a Time – 4:46
7. A Summer Afternoon – 5:58

Alle Kompositionen stammen von Eddie Sauter.
- Die Wiederveröffentlichung des Albums in CD-Form im Jahr 1997 enthält zwei zusätzliche Tracks:

1. I’m Late, I’m Late (45 rpm issue) – 2:28
2. I Remember When (45 rpm issue) – 2:58

## Bewertung des Albums
Richard Cook und Brian Morton bewerteten das Album im Penguin Guide to Jazz mit der Höchstnote von vier Sternen und zählen es zu den Höhepunkten im Schallplattenwerk des Saxophonisten; es sei wohl seine „großartigste Stunde“ gewesen. Niemand hätte jemals so gut für Getz arrangiert wie Sauter, dessen „strahlende und schimmernde Partitur nach wie vor verzaubere.“ Dies sei kein „Art Jazz“ und Sauter verfüge auch nicht über die geheimnisvolle Kraft eines Gil Evans; auch habe es nicht den Charakter einer Suite oder eines Konzerts, sondern vielmehr einer Reihe von Episoden, über denen das Tenor von Getz schwebe und hindurch glitte. Ein Höhepunkt sei Her, das Getz seiner Mutter widmete.
Brian Priestley hebt Focus in seinem Getz-Artikel im Jazz Rough Guide aus der umfangreichen Getz-Diskographie hervor und nennt es eine einzigartig erfolgreiche Begegnung Getz’ mit einem Streicher-Ensemble, das Original-Material von Sauter spielt. Digby Fairweather schrieb im gleichen Werk zu Sauter: „Focus zähle zu den Alben, die mit der wohl dynamischsten Verwendung von Streichern in Verbindung mit dem Jazz geschaffen worden wären.“
Auch Stephen Cook im All Music Guide zählt Focus zu den besten Alben Getz’ und zeichnet es mit der zweithöchsten Bewertung aus; Im Gegensatz zu den kurz danach entstandenen Bossa Nova Aufnahmen zeige Getz hier seine ausladenden Talente als Saxophonist; ihm fehle es hier nie an Ideen oder an Schwung, wie ein Hammel hopse und kläffe er in I’m Late, I’m Late; genial antwortet er auf die Streicher-Schatten in der großartigen Ballade I Remember When.
Dies sei wohl Getz’ herausforderndste Aufnahmesession gewesen und wohl sein großartigster Moment. Focus durchwandere die leere Jazz-Landschaft außerhalb von Bop mit einem fantastischen und denkwürdigen Effekt.
Die Musikzeitschrift Jazzwise nahm das Album in die Liste The 100 Jazz Albums That Shook the World auf; Keith Shadwick schrieb:

„Nichts an Solist-plus-Streicher-Aufnahmen in der Geschichte des Jazz könnte einen uneingeweihten Hörer darauf vorbereiten, was dieses Album bereithält. Getz’ Auftrag an seinen Lieblingsarrangeur und Komponisten Eddie Sauter war völlig offen. Was Sauter ablieferte war eine Suite, die als Musik vollkommen unabhängig dastand, egal was Getz dabei melodisch ergänzen würde, aber das ließ Getz genug Raum um einen größtmöglichen Klangteppich zu schaffen, in dem er sich zwischen all den Teilen der knappen, expressiven Partitur hin- und herbewegte. Focus steht als großartiger Solitär in der Jazztradition allein, ist aber ein Klassiker des Genres, den man ehrfürchtig zitiert.“